# Tofsäxing
Tofsäxing (Koeleria glauca) är en växtart i familjen gräs. 
Tofsäxingen är sällsynt i Sverige och förekommer på torra sandiga och ofta kalkhaltiga marker som sandfält, i Skåne, Blekinge, Öland och på Gotska Sandön.
Gräset har även hittats vid Kapellskär på Rådmansö öster om Norrtälje. Där anses den vara ett minne från de s.k. rysshärjningarna år 1719. Beståndet är starkt reducerat och hotat. Källa: Brända hemman, Gunnar Lind, 2018, sid 177.